# Botovo
Botovo falu Horvátországban Kapronca-Kőrös megyében. Közigazgatásilag Dörnyéhez tartozik.

## Fekvése
Kaproncától 10 km-re északkeletre, községközpontjától 1  km-re északra a Drávamelléken, a Dráva jobb partján fekszik.

## Története
A régészeti leletek tanúsága szerint területén már a késő bronzkorban éltek emberek.
A települést a 17. század végén alapították, első írásos említése 1694-ben történt. Lakói a kuzmineci uradalomhoz tartoztak és szolgálataik fejében kezdetben szabadságjogokat élveztek. Később a kaproncai uradalomhoz csatolták. A település 18. században mérsékelten fejlődött, de a 19. században a Dráva áradásai miatt Dörnyéhez hasonlóan fejlődése visszaesett. Sokan a elköltöztek a faluból az áradások által kevésbé fenyegetett vidékekre. Az első fahíd 1814-ben épült itt a Dráván, ezt azonban az 1827-es áradás elsodorta. 1857-ben 366, 1910-ben 444 lakosa volt. 1898-ban megalapították Dörnye községet, melyhez a Đelekovectől elcsatolt Botovo falut is hozzácsatolták. 1920-ig Varasd vármegye Ludbregi járásához tartozott. 1963-ban közigazgatásilag Kaproncához csatolták. A községet 1993-ban alapították újra. 2001-ben a falunak 319 lakosa volt.

## Nevezetességei
Közúti és vasúti határátkelőhely Magyarország felé. Itt található az M201-es számú Budapest-Gyékényes-Kapronca-Zágráb-Fiume vasútvonal drávai átkelőhelye, melyen a forgalom 1870-ben indult meg. Vasútállomásán a vonatok nem állnak meg.

## Külső hivatkozások
- Dörnye község hivatalos oldala
- Horvát történelmi portál – A Kapronca környéki drávamenti települések fejlődése Archiválva 2011. március 23-i dátummal a Wayback Machine-ben